# Берлин (Пенсилванија)
Берлин (енгл. Berlin) град је у америчкој савезној држави Пенсилванија.

## Демографија
По попису из 2010. године број становника је 2.104, што је 88 (-4,0%) становника мање него 2000. године.
| Група             | 2000.         | 2010.         |
| Белци             | 2.179 (99,4%) | 2.066 (98,2%) |
| Афроамериканци    | 1 (0,0%)      | 4 (0,2%)      |
| Азијати           | 7 (0,3%)      | 8 (0,4%)      |
| Хиспаноамериканци | 4 (0,2%)      | 5 (0,2%)      |
| Укупно            | 2.192         | 2.104         |